# Chó săn thỏ rừng Hy Lạp
Chó săn thỏ rừng Hy Lạp (tiếng Anh: Greek Harehound, tiếng Hy Lạp: Ελληνικός Ιχνηλάτης; FCI No. 214) là một giống chó hiếm mà chỉ có màu đen và nâu, ban đầu được lai tạo như một giống chó săn để theo dõi và săn đuổi thỏ ở miền Nam Hy Lạp.

## Tính cách
Giống như các giống chó săn khác, Chó săn thỏ rừng Hy Lạp có tính cách độc lập và mạnh mẽ vào những thời điểm khác nhau. Chó đực đặc biệt yêu cầu một chủ sở hữu tự tin, chịu trách nhiệm. Những con chó này cũng có thể bướng bỉnh và thiếu kiên nhẫn vào những thời điểm khác nhau, vì vậy chúng cần được huấn luyện ngay từ khi còn nhỏ. Củng cố tích cực và kỷ luật thích hợp là cần thiết khi huấn luyện một Chó chăn thỏ rừng Hy Lạp và cần tránh xử lý cách cứng rắn. Do mục đích săn bắn ban đầu của chúng, Chó săn thỏ rừng Hy Lạp phát ra âm thành rất lớn, có thể thích đuổi theo những con vật nhỏ và di chuyển mọi thứ. Chúng cũng có thể thể hiện tính hủy diệt khi buồn chán hoặc bị bỏ lại một mình trong một khoảng thời gian dài.
Nói chung, những con chó thuộc giống chó này có thể gặp khó khăn trong huấn luyện và không khuyến khích các chủ sở hữu chó thiếu kinh nghiệm nuôi cũng như môi trường sống của chủ nhân là căn hộ. Chúng thích hợp hơn trong vai trò là chó săn hơn là một vật nuôi trong nhà.